# Неретвански пут
Неретвански пут, познат и као Via Narente и Via Bosna, био је средњовековни трговачки пут који је повезивао Дубровник са долином реке Босне кроз долину Неретве, а даље ка средњовековној Босни и остатку Балкана.
Пут је из правца Дубровника,  преко Неретве долазио до  подручја средње Босне, поред Благаја и преко подручја Мостара преко Прења и Коњица, а затим даље према Високом.
Био је то један од два главна пута који су повезивали Босну и Дубровник  други је био дубровачки пут (Виа де Рагуси, Виа Рагусина) који је ишао реком Дрином до подручја горњег и средњег Подриња.